# Педру IV (маніконго)
Педру IV (порт. Pedro IV) або Нусаму-а-Мвемба (кон. Nusamu a Mvemba; 1670 — 21 лютого 1718) — тридцять третій маніконго центральноафриканського королівства Конго, перший правитель держави після її возз'єднання.

## Біографія
Про ранні роки життя Педру відомо вкрай мало. Він став засновником династії Аґуа Росада, представники якої були членами родин Кімпанзу та Кінлаза, що ворогували наприкінці XVII століття. Жив серед біженців, які переховувались у горах Кібангу (сучасна Ангола). Зайняв трон після смерті брата, Алвару, втім не був визнаний на всій території Конго, оскільки не був коронований у Сан-Сальвадорі.
Педру намагався організувати мирне врегулювання династичної кризи, що виникла в результаті громадянської війни, а також за умов відсутності прямих спадкоємців престолу. Цей процес проходив за посередництва старої королеви Ани Афонсу де Леау, а також капуцинського місіонера Франческо да Павії. Попри всі зусилля перемовини не мали чіткого результату.
В 1690-их роках почались народні заворушення через невдоволення нерішучістю короля. Це змусило Педру ввести свої війська до Сан-Сальвадора, де його було короновано. Майже одразу він був змушений залишити столицю через загрозу з боку його головного суперника в боротьбі за трон, Жоао II, який теж проголосив себе королем. Педру знову сховався в горах на багато років.
Зібравши достатньо сил, Педру 1709 року знову підступив до столиці та, здобувши перемогу над силами Жоао II, зайняв трон, об'єднавши під своєю владою королівство, до того розбите на дрібні володіння.
Незадовго до своєї смерті маніконго Педру IV оголосив, що право на престол має переходити по черзі від однієї до іншої родини, що протистояли одна одній.